# Barbara Leonard
Barbara Leonard, nata Barbara Anderson (San Francisco, 9 gennaio 1908 – Orange, 2 luglio 1971), è stata un'attrice statunitense.

## Biografia
Poco è noto della sua vita. Fin da molto giovane viaggiò in diversi paesi imparando bene la lingua italiana, tedesca, francese, spagnola e portoghese. Fu sposata con il diplomatico brasiliano Armando Fleury de Barros (1903-1982) e poi con Jean Leonard, un insegnante francese di musica.
Entrò nel cinema fin dal 1924 ma si fece notare solo a partire dal 1930, interpretando in dieci anni più di trenta film, in ruoli generalmente di secondo piano. La sua ottima conoscenza delle maggiori lingue europee le fece interpretare film in lingue diverse dall'inglese, a volte riproduzioni di film prodotti a Hollywood, come le versioni francesi di Chi la dura la vince (1932) con Buster Keaton, o de La vedova allegra (1934) di Ernst Lubitsch.

## Filmografia parziale

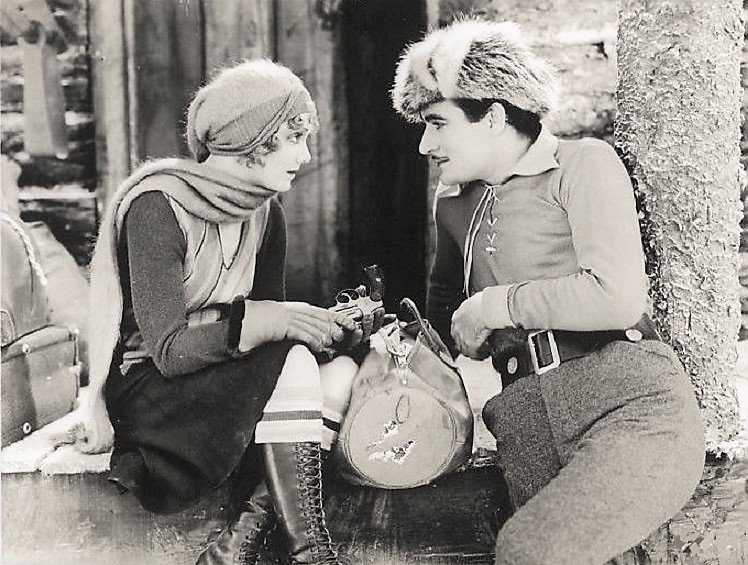
Con Gilbert Roland in Men of the North

- Le catene del cuore (Let Not Man Put Asunder) (1924)
- Play Ball, regia di Spencer Gordon Bennet (1925)
- Ladies of the Night Club (1928)
- The Drake Case (1929)
- Sam Lee principe cinese (1930)
- Paramount revue (1930)
- Notte romantica (One Romantic Night), regia di Paul L. Stein (1930)
- Men of the North (1930)
- Luigi La Volpe (1931)
- Le vie della città (1931)
- Corsa alla vanità (1931)
- Un'ora d'amore (1932)
- L'athlète incomplet (1932)
- L'amore perduto (1932)
- Folies Bergère de Paris (1935)
- L'angelo bianco (1936)
- Charlie Chan e la città al buio (City in Darkness), regia di Herbert I. Leeds (1939)